# Rabadán
El rabadán era el pastor responsable del cuidado de un rebaño en las cabañas de ovejas merinas trashumantes.

## Descripción
Categoría profesional pastoril por debajo del mayoral en las cabañas de ovejas merinas trashumantes, responsable del cuidado de un rebaño.
En una cabaña había tantos rabadanes como rebaños.

### Funciones
Era el encargado de un rebaño, formado por 1200-1300 ovejas.
Rendía cuentas ante el mayoral.
En los viajes por las vías pecuarias no hacía todo el camino andando con los pastores. Se adelantaba al rebaño para ir buscando todo lo necesario para las ovejas y los pastores −pastos, lugar de dormida del rebaño, comida para los pastores−.
No cuidaba directamente del ganado en las dehesas de Extremadura, aunque controlaba la organización y cuidado del rebaño, en especial en la paridera.
En los puertos de verano se encargaba, generalmente formando pareja con el zagal, del cuidado de la cabeza del rebaño −porción principal del rebaño cuando se divide, unas 800 ovejas−, haciendo turnos con el ayudador y el sobrado que formaban otra pareja.

### Salario
El sueldo de rabadán en la cabaña de Perales en 1940 era de 730 pesetas/año, frente a las 3.000 pesetas del mayoral, las 587,50 del compañero, las 500 del ayudador, las 422,50 del persona o las 260 del zagal.
Le correspondía por derecho el aprovechamiento de las pertas −bajas habidas en las ovejas−.
Como a los otros pastores, se le permitía tener en el rebaño del dueño unos animales de su propiedad, lo que se llamaba la escusa, sin tener que pagar por ello. La escusa del rabadán eran 53 ovejas, 13 cabras y 5 yeguas. En general, la escusa era la principal fuente de ingresos del pastor, mayor que el sueldo en metálico, lo que estimulaba a los pastores a esmerarse en el cuidado del rebaño.
Además de estos ingresos, la cabaña proporcionaba a todos los pastores el pan (una ración diaria de 1 kg por pastor), así como aceite, vinagre y sal. También pagaba la cabaña el médico y las boticas en caso de enfermedad propia, y en caso de enfermedad de algún familiar se abonaban los viajes, el sueldo completo y se le conservaba el puesto de trabajo.
En algunas cabañas los pastores tenían otros beneficios sociales. Así, en la cabaña de Rojas, en los tiempos en que era propietaria la XII condesa de Bornos - Mª Asunción Ramírez de Haro y Crespi de Valdaura-, los pastores fijos de la cabaña tenían derecho a pensión en caso de invalidez o por ancianidad, lo mismo que sus viudas.